# Княже (Шептицький район)
Кня́же — село в Україні, у Шептицькому районі Львівської області. Населення становить 618 осіб.
Село завжди було частиною Волині, за часів Російської імперії це була Волинська губернія, за міжвоєнної Польщі — Волинське воєводство. 1940 р. було утворено Горохівський район Волинської області, село входило до його складу. Село Княже 19 січня 1961 року зі складу Горохівського району Волинської області були передані до складу Сокальського району Львівської області.
У Княжому народився митець Анатолій Покотюк,  правознавець і громадський діяч Андрій Лунів.

## Пам'ятки
- Церква Святого Миколая (1782).